# شرويدة
قرية شرويدة هي إحدى القرى التابعة لمركز الزقازيق في محافظة الشرقية في جمهورية مصر العربية. حسب إحصاءات سنة 2006، بلغ إجمالي السكان في شرويدة 9053 نسمة، منهم 4744 رجل و4309 امرأة.